# Rakokivet
Rakokivet är en klippa i Finland.   Den ligger i den ekonomiska regionen  S:t Michel och landskapet Södra Savolax, i den södra delen av landet, 220 km nordost om huvudstaden Helsingfors. Rakokivet ligger 92 meter över havet.
Terrängen runt Rakokivet är platt. Runt Rakokivet är det mycket glesbefolkat, med 3 invånare per kvadratkilometer. Närmaste större samhälle är Puumala, 16,4 km öster om Rakokivet. 